# Апостоли-Триандофилос, Владимир Александрович
Апостоли-Триандофилос Владимир Александрович (18 февраля 1890, Саратов — 1942, Ленинград) — советский живописец, член Ленинградского Союза художников.

## Биография
Родился в Саратове (в некоторых источниках местом рождения указывается с. Арженки Тамбовской губернии). В 1911 окончил Художественное училище в Казани. В 1922 окончил петроградский ВХУТЕМАС по мастерской Д. Н. Кардовского с присвоением звания художника живописи. Участвовал в выставках с 1915 года. Писал пейзажи, портреты, жанровые и тематические композиции. Член и экспонент Общины художников, Общества художников имени А. И. Куинджи, АХРР, РАБИС. С 1932 член Ленинградского Союза художников. Работал по договорам с Ленизо. Погиб в 1942 от голода в блокаду. Его произведения находятся в Государственном Русском музее, в музеях и частных собраниях в России и за рубежом.